# Alfred Jungraithmayr
Alfred Jungraithmayr (* 13. Februar 1933 in Eferding, Oberösterreich; † 23. Januar 2016) war ein österreichischer Journalist, Dokumentarfilmregisseur, -produzent und Drehbuchautor.

## Leben
Alfred Jungraithmayr studierte von 1959 bis 1963 an der Hochschule für Gestaltung Ulm. Jungraithmayr lebte in Frankfurt am Main.
Er war Autor und Regisseur von Dokumentarfilmen und Hörfunksendungen. Sein bekanntestes Werk ist die Dokumentation über Jochen Rindt, It’s Jochen, die kurz nach dessen tödlichem Unfall gesendet wurde.
Alfred Jungraithmayr war ein Bruder des Afrikanisten Herrmann Jungraithmayr.

## Dokumentarfilme
- It’s Jochen – Ein Porträt des Rennfahrers Jochen Rindt (Deutschland 1970).
- Francesco Bernardone, genannt Franz von Assisi (Deutschland 1976).
- Und wären wir nur noch drei oder vier – Die Waldenser (Deutschland 1980).
- Bruno, wie geht’s? (Deutschland 1981).
- Der Pfeifer von Niklashausen – Hans Behem. (Deutschland 1982).
- Bei lebendigem Leibe – Jörg Rathgeb. (Deutschland 1984).
- Das Frankenburger Würfelspiel – Die Geschichte einer Aneignung. (Deutschland 1988).
- Ach du lieber Geist! – Joachim von Fiore (Deutschland 1992).
- Warschauer Leben (Deutschland 1992).
- Deckname Dr. Friedrich. Carlo Mierendorff – Leben auf Zeit. (Deutschland 1997).
- Monowitz – ein Tatort (Deutschland 2002).
- Monowitz und andere Tatorte. Die zeitgeschichtlichen Filme von Alfred Jungraithmayr: Das Frankenburger Würfelspiel – Die Geschichte einer Aneignung,  Warschauer Leben, Deckname Dr. Friedrich – Carlo Mierendorff, Monowitz – ein Tatort. 2 DVDs, Absolut Medien, 83413 Fridolfing 2015, ISBN 978-3-8488-8013-3. Mit einer 20-seitigen Werkbiographie von Karl Heinz Roth.